# Isztrorománok

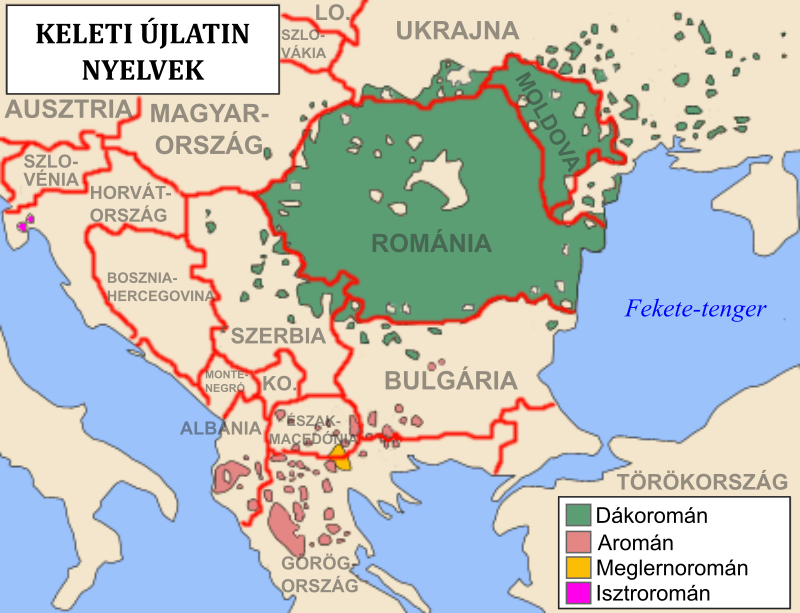
A románok elterjedése. Az isztrorománok a legnyugatabbra került águk

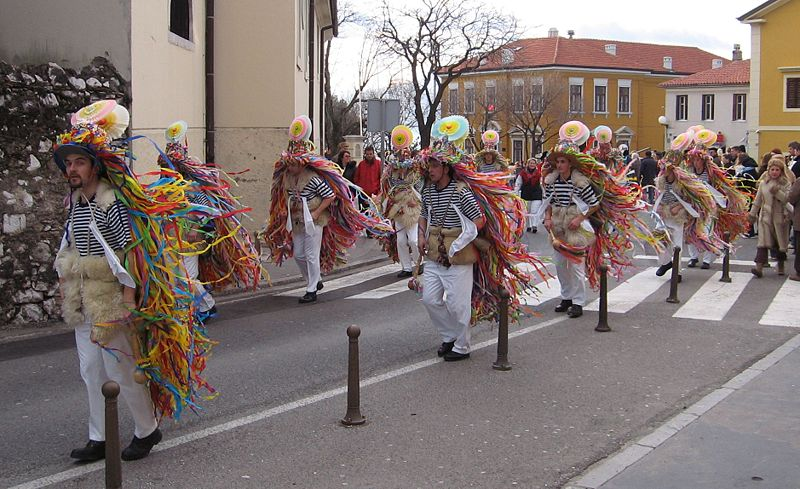
A žejanei Zvončar-ok

Az isztrorománok a vlachok azon ága, amely a középkorban vándorolt el nyugat felé az ún. protorománok kialakulásának területéről, és a ma Horvátországhoz tartozó Isztriai-félszigeten telepedett le. Mivel már az odatelepülése óta elkezdett beleolvadni az ottani többségi lakosságba, ma az isztrorománok számát, ezeken az isztroromán nyelvet beszélőket értve, ezer alattira becsülik.
Élnek még isztrorománok az Učka-hegységtől északkeletre fekvő Žejane faluban és e hegytől délre található még hét kisebb-nagyobb faluban. Mások szétszóródtak horvát városokban vagy kivándoroltak főleg Nyugat-Európába, az Amerikai Egyesült Államokba, Kanadába és Ausztráliába.
Az „isztroromán” nyelvészek által alkotott nép- és nyelvnév. Az érintettek magukat vlåš-nak (egyes számban vlåh) nevezik az Učka-hegységtől délre, és žejånci-nak Žejaneban.
Az isztrorománokkal, de főleg nyelvükkel viszonylag sok kutató foglalkozik a 19. század közepe óta, de eredetük pontos helye még a 21. században is vitatott.
Az isztrorománok kulturális sajátosságai csaknem teljesen kihaltak, nyelvüket pedig erősen befolyásolja a horvát nyelv, ezért az UNESCO nagy veszélyben levőnek tekinti. Az utóbbi időben léteznek némely, az isztroromán identitás és nyelv megmentésére és megtartására tett erőfeszítések, amelyeket kulturális egyesületek vállalnak magukra némi állami segítséggel.

## A kutatások története

### A kezdetek
Az isztrorománok iránti érdeklődés a 19. században kezdődött, a romantika korában, amelyben megvolt a népek hagyományainak és eszmei örökségének a kultusza. 1819-ben Ivan Feretić, egy Krk-szigeten élő pap, lejegyzett két imát a szigeteken élő vlachok nyelvjárásában, amely az isztrorománhoz volt hasonló, és a század első felében halt ki.
Elsőnek egy isztriai polihisztor, Antonio Covaz jelentetett meg 1846-ban egy olyan sajtócikket, amelyben hasonlóságokat állapított meg a dákoromán és az isztroromán nyelv között. Ugyanakkor már ő jegyezte meg e nyelv kihalását a beszélői által kevesebb számban lakott településeken, valamint a horvát jövevényszavak jelenlétét. Cikkébe néhány grammatikai elemet is beleiktatott, valamint két rövid szöveget latin és olasz fordításaikkal. Ez a szerző úgy gondolta, hogy az isztrorománok az Isztriába betelepült rómaiak leszármazottai. Ugyanabban az évben és kiadványban levél alakú cikk jelent meg a trieszti Pietro Paolo Kandler történész és régész tollából, aki osztotta Covaz véleményét az isztrorománok eredetéről. Ugyanez a szerző utólag más cikkeket és régi dokumentumokat is megjelentetett e témában.
Az első román, aki az isztrorománokról írt, 1847-ben, Gheorghe Asachi polihisztor volt, aki ismerte Covaz és Kandler írásait.
Carlo de Franceschi  egy másik olasz, aki foglalkozott az isztrorománokkal 1852-ben, azt állítva, hogy ezek az adriai szigetekről kerültek Isztriába szlávokkal együtt.
Az első román, aki kapcsolatba lépett isztrorománokkal falvaikban az erdélyi Ioan Maiorescu történelemtanár volt, előbb 1857-ben, majd 1861-ben, de élményei csak halála után láttak napvilágot, előbb cikksorozatban 1872-ben, utólag pedig fia, Titu Maiorescu által kiadatott könyvben. Ioan Maiorescu ugyanazon a véleményen volt az isztrorománok eredetéről, mint Covaz és Kandler.

### 1861 és 1900 között
A tulajdonképpeni kutatások kezdete nyelvészeknek köszönhető. 1861-ben az első viszonylag terjedelmes tanulmány jelent meg Graziadio Isaia Ascoli  tollából, aki bőven hasonlította össze a dákorománt az aromán nyelvvel, visszautasítva azt, hogy az isztrorománok római telepesek leszármazottai lettek volna Isztriában.
Német nyelvű tudósok is bekapcsolódtak az isztrorománok kutatásába. Az első Franc Miklošič szlovén szlavista volt, 1861-ben megjelent írásával, aki további két munkában is foglalkozott a témával. Ezekben a szerző azt állítja, hogy az isztrorománok a Dunától délre fekvő régióból vándoroltak Isztriába. A harmadik írásában közölt isztroromán szövegeket Antonio Ive és Theodor Gartner  újlatin nyelvekkel foglalkozó nyelvészek bocsátották a rendelkezésére.
Miklošič első írásának megjelenése után Hermann Ignaz Bidermann az Osztrák–Magyar Monarchia területén élő újlatin népekről szóló 1877-ben megjelent könyvében az isztrorománokról is írt, a 15. vagy a 16. századra téve az Isztriába való bevándorlásuk kezdetét.
Franjo Rački horvát történész is írt tizenegy oldalon az isztrorománokról egy 1881-es írásában. Szerinte vándorlásuk a 12. században kezdődött a Balkán-félsziget keleti részén, és kis csoportokban zajlott le Szerbián, Bosznián, Horvátországon és Dalmácián keresztül Isztriáig és a Krk-szigetig.
Gustav Weigand , a román nyelv német szakértője is közzétett tanulmányokat az isztroromán nyelvről 1892-ben, 1894-ben és 1895-ben.
A kutatók egyre gyakrabban mentek személyesen a falvaikban tanulmányozni az isztrorománokat és nyelvüket, ahol különféle szövegeket jegyeztek le, mint imákat, népdalokat, meséket, szólásokat, közmondásokat. Miklošič még mások által előbb gyűjtött szövegeken dolgozott, de Weigand őmaga által gyűjtötteken is.
A második román, aki sokat foglalkozott az isztrorománokkal Teodor Burada  népművészet-, néprajz- és zenekutató  volt. 1890-ben és 1893-ban látogatta meg őket, és utazásairól 1896-ban jelentetett meg könyvet. Neki köszönhetően került az első isztroromán, Andrei Glavina , az akkori Romániába és Erdélybe, ahol tanulmányokat végzett.
Egy terjedelmes isztroromán szószedetet Arthur Byhan szerkesztett és tett közzé 1899-ben.
Giuseppe Vassilich elsőként tette közzé a téma 1900-ig megjelent irodalmát, kielemezte az írásokat és aprólékosan hasonlította össze az isztrorománokról mint Isztriába letelepedett rómaiak leszármazottairól szóló eszmét azzal, mely szerint bevándoroltak Isztriába. Kimondta, hogy az utóbbi elmélet határozott híve, és az isztriai jelenlétük kezdetét a 14. századra tette.

### 1900 után
A 20. században kibővült az isztrorománokkal és nyelvükkel foglalkozó irodalom. Ekkor jelentette meg Andrei Glavina és szerzőtársa az első isztroromán nyelvű könyvet is, 1905-ben. Glavina cikkeket is írt a népcsoportjáról.
Sextil Pușcariu nyelvész 1906-ban publikálta az isztroromán nyelvről szóló addig legkiterjedtebb munkának az első részét, amelyet majd csak 1926-ban követett a második és 1929-ben a harmadik.
Pușcariu munkájának két része között Iosif Popovici nyelvész két kötete jelent meg 1909-ben és 1914-ben újabb isztroromán szövegekkel és szószedettel.
Silviu Dragomir történész 1924-ben jelentetett meg könyvet az isztrorománok eredetéről, amelyben Miklošič-csal ért egyet a Dunától délre fekvő származási helyükről.
A következő évben Tache Papahagi  nyelvész, néprajz- és népművészet-kutató írt tanulmányt a mócokról, kihangsúlyozva az ezek és az isztrorománok közötti hasonlóságokat.
A második, népi verseket, elbeszéléseket, vallásos és erkölcsre tanító szövegeket tartalmazó isztroromán nyelvű könyvet 1928-ban jelentette meg Leca Morariu  népművészet-kutató és irodalomtörténész.
Az 1930-as évek-ben megjelent Emil Panaitescu, a Római Román Iskola igazgatójának útinaplója, és kiadta helyszíni kutatásainak eredményeit Traian Cantemir népművészet- és néprajzkutató.
A második világháború után a kutatások lankadtak, de nem szűntek meg. Megemlítendő Ion Coteanu, Emil Petrovici , Petru Neiescu, August Kovačec, Antony H. Hurren tevékenysége.
1990 után a kiadványok megszaporodtak. Fontosabb szerzők August Kovačec , Elena Scărlătoiu, Richard Sârbu, Vasile Frățilă, Goran Filipi, Antonio Dianich.

## Az isztrorománok története

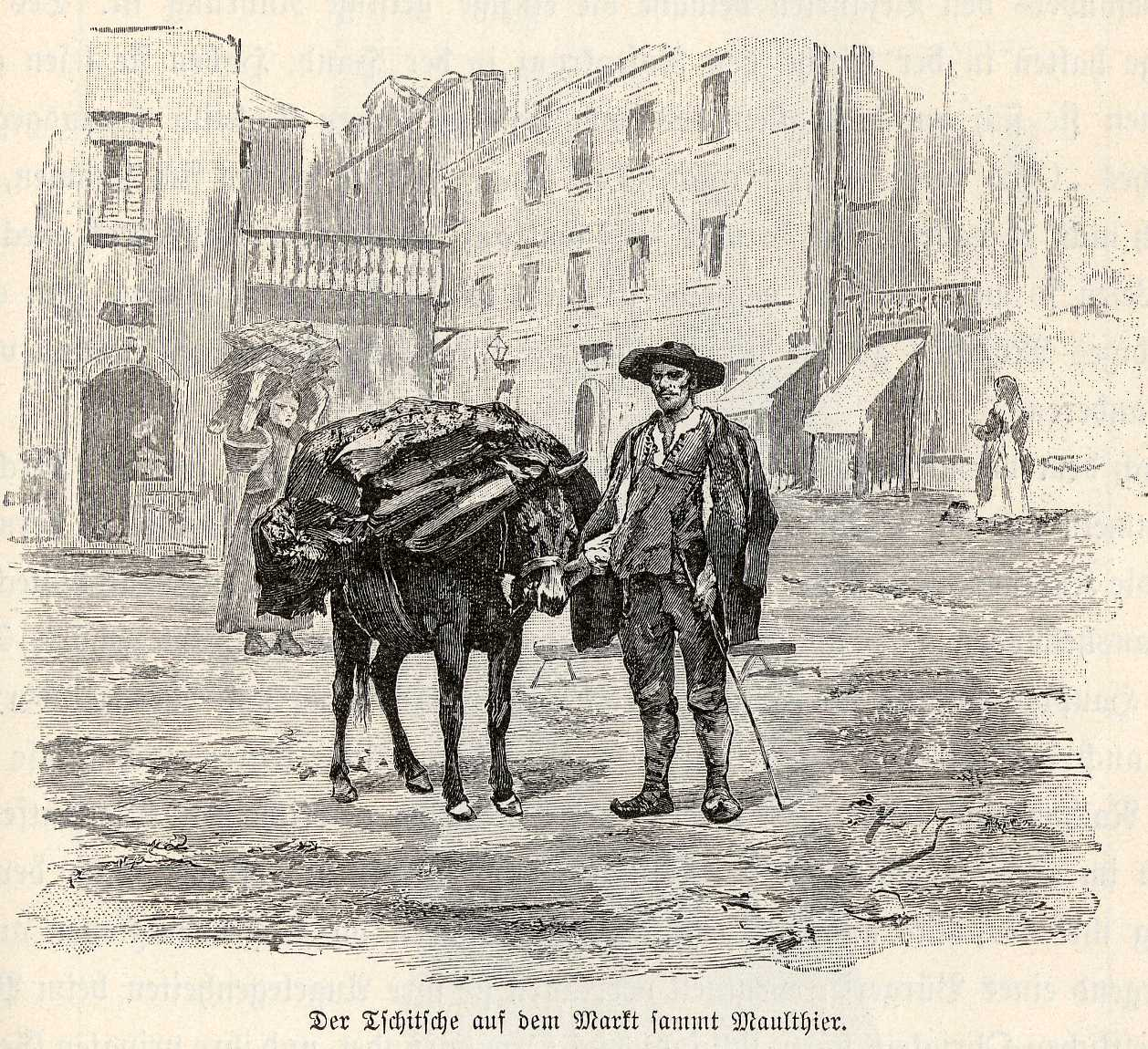
Isztroromán férfi a 19. század vége felé

A történelmi források elégtelen volta miatt az isztrorománokkal kapcsolatos történetírás szorosan kötődik nyelvészeti kutatásokhoz, ezek segítségével próbálva kideríteni eredetüket és meghatározni azt az útvonalat, amelyet az Isztriába való letelepedésükig követtek. Ezek a kérdések vitatottak.
Az első szerzők azon eszméjét, hogy az isztrorománok Isztriába letelepedett rómaiak leszármazottai lennének, a későbbi kutatók visszautasították. Újabb elmélet is van, amelyet a legtöbben visszautasítanak. Ez csak Žejane lakosaira vonatkozik, és tagadja ezek román eredetét, azt állítva, hogy protohorvátok leszármazottai, akik iráni eredetűek lennének.
A 20. századbeli kutatók körében két fő elmélet dominál. Ovid Densusianu  szerint az isztrorománok Erdély délnyugati részéről és a Bánságból származnak, ahonnan a 10. században vándoroltak el. Nyelvi vonásokra alapozza állítását, például a latin eredetű szavakban található magánhangzók közötti rövid [n] > [r] változásra, mint a mócok nyelvjárásában. Ezt az elméletet más kutatók is követik.
Más véleményen volt Sextil Pușcariu, aki az isztrorománokat a mai Szerbia területéről származtatta, de elfogadta azt is, hogy kapcsolatban voltak a Dunától északra fekvő területen élő románokkal. Szerinte a majdani isztrorománok a 13. században váltak le a többi románról. A pontos hely megítélésével kapcsolatban eltérően Pușcariu elméletét is elfogadják más kutatók.
E két fő elméleten kívül van még egy közöttük elhelyezkedő is, Elena Scărlătoiué, aki azt feltételezi, hogy az isztrorománok több helyről származnak, mégpedig Erdély központi, nyugati és északnyugati régióiból, valamint a Dunától délre fekvő régiókból is, főleg a timok-prizreniből.
Eredeti helyüktől függetlenül az isztrorománok voltak az utolsók, akik elváltak a többi romántól, és nyugat felé vándoroltak, főleg pásztorkodással foglalkozva. Giuseppe Vassilich és Sextil Pușcariu úgy vélték, hogy a későbbi isztrorománokat nevezik Μαυρόβλαχοι-nak (olvasd mavrovlachoi, jelentése „fekete vlachok”) a bizánci dokumentumok. Ennek alapszava a Βλάχοι („vlachok”), ami a középkori görög nyelvben a románok neve volt általában. A Μαυρόβλαχοι-ból a dalmáciai latin nyelvű dokumentumokban Moroulahi, Morovlachi, Moroblachi, Morolachi, Morlachi vagy Murlachi lett, majd az olasz nyelvűekben Morlacchi, a szerb és a horvát nyelvűekben pedig Morlaci. Magyarul „morlákok” a megfelelője. Ugyanakkor a „vlachok” szónak megfelelő különféle nyelvű szavakat is használták megnevezésükre. Idővel a „morlákok” és a „vlachok” terminusokat nemcsak román, hanem elszlávosodott román, sőt, más etnikumú pásztorokra is használták.
„Nyugati románok”, ahogy Pușcariu nevezte őket, már a 11. században értek Dalmáciába, ha 1018-as és 1070-es dokumentumokban talált Danulus és Negulus személynevek románnak tekinthetők. A 12. században a mai Friuli-Venezia Giulia olasz régióba is eljuthatott egy részük, mivel 1181-ben egy, az Aquileai Pátriarchátus területén található zárda Ermelinda nevű főnöknője által kiadott iratban egy Radul nevű telepes neve szerepel, akinek földet adott használatra.
14. századi dokumentumok vlachokról tesznek említést Split, Trogir, Šibenik és Zadar közelében, valamint Rab, Pag és Krk szigeteken. Ez utóbbi szigeten csak helységnevek maradtak utánuk, például Fintira (vö. román fântână „kút”), Sekara (román secară „rozs”). Egy, az isztriai Buzet helységre vonatkozó 1329-es dokumentumban egy Pasculus Chichio vlach személy neve jelenik meg, amely az isztrorománok megnevezésére a horvátok által később is használt Ćići népnévből származik, és amely a korabeli latin nyelvű dokumentumokban Chichii alakban található.
A 15. században pestisjárványok pusztítottak Isztriában, és a Velencei Köztársaság, amely Isztria tengerparti területeit birtokolta, elősegítette a török hódítók elől menekülő, dokumentumaiban Morlacchi-nak nevezett, valamint délszláv csoportok ottani letelepedését. Ennek következtében vlachokról van említés például 1449-ből az isztriai Buje helységben. A Cici szó először jelenik meg tulajdonképpeni népnévként egy 1463-as dokumentumban.
Chichii alakban a népnév újból megjelenik 1517-ben, 1524-ben és 1527-ben Trieszt levéltárában fennmaradt latin nyelvű írásokban. A 16. században Isztria területén már sok helyen szétszórt isztroromán településeket jeleztek, sűrűbben Žejane és Mune helységek körzetében az Učka-hegységtől északra, és Šušnjevica körzetében e hegytől délre.
1641-ben Giacomo Filippo Tomasini , cittanovai (horvátul Novigrad) tudós püspök a morlákokról is írt, megjegyezve, hogy „saját nyelvük van, amely sok szó révén hasonlít a latinhoz”.
Egy másik olasz szerző, Ireneo della Croce  szerzetes, 1698-ban megjelent Trieszt történetében írt „a mi Chichi-jeink”-ről, megjegyezve, hogy ők rumeri-nek nevezik magukat. Ez a szó a latin romanus-ból ered, két olyan hangtani változással, amely a keleti újlatin nyelvekre általában jellemző (hangsúlytalan [o] > [u] és hangsúlyos [a] + rövid [n] + magánhangzó > [ɨ], amit az olaszban e-vel adnak vissza), valamint egy olyannal, amely az isztrorománban történt meg: magánhangzók közötti rövid [n] > [r]. A szerző felsorol 21 isztroromán főnevet (nyolcat determinánssal és 13-at anélkül), valamint két mondatot is, latin fordításukkal együtt. Ez a nyelv első illusztrálása helység- és személyneveken kívül, amelyekből már előbb is megjelentek írásban.

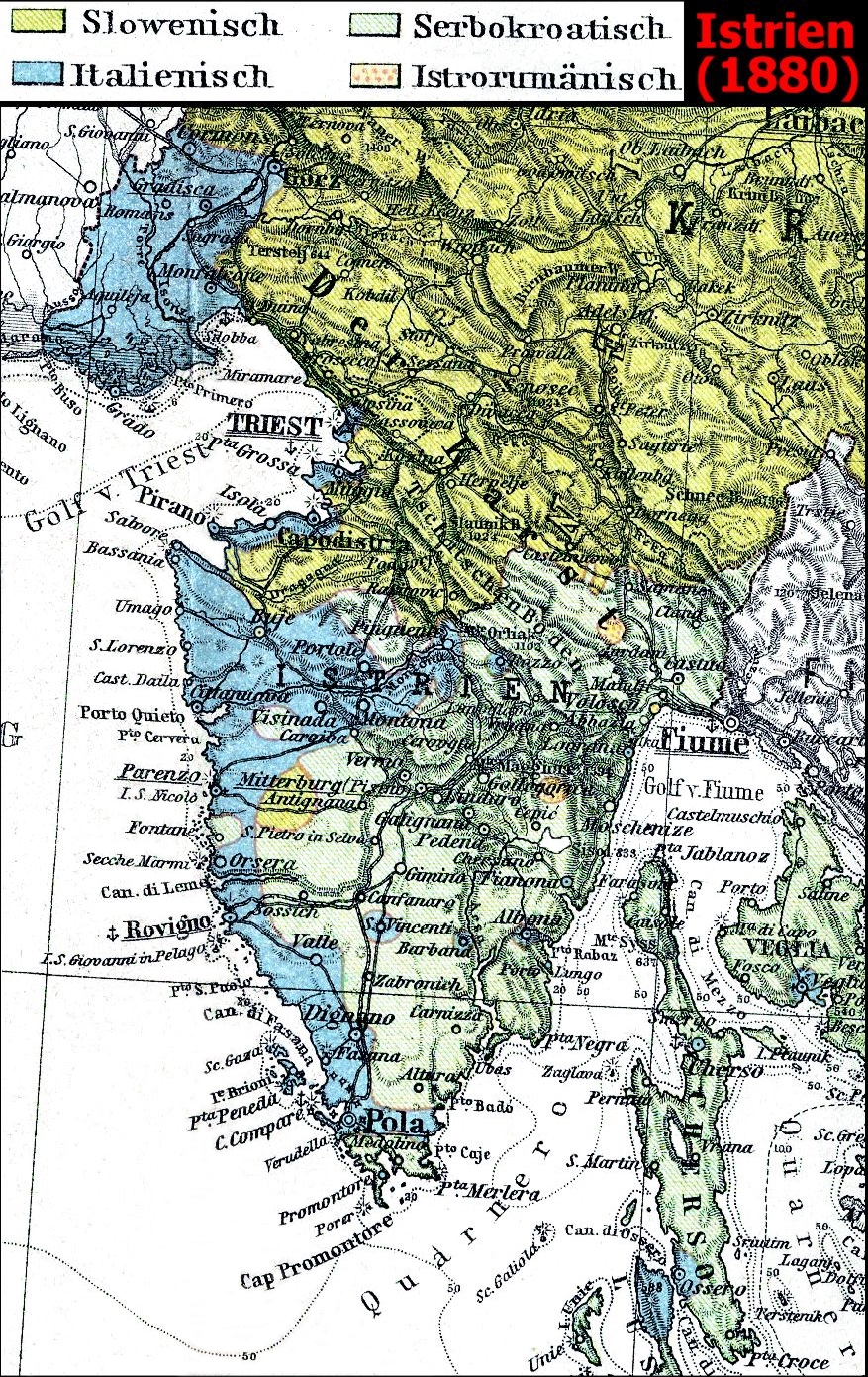
Isztria etnikai térképe az 1880-as népszámlálás adatai alapján. Az isztrorománok lakta területek sárgával vannak megjelölve

Az Isztriában való letelepedésük után elkezdődött az isztrorománok beolvadása a többségi lakosságba. Identitásukat és nyelvüket inkább az általuk sűrűbben lakott régiókban tartották meg, azaz Žejane și Šušnjevica körzetében. Azt, hogy sokkal nagyobb területen voltak településeik, helységnevek bizonyítják. Egy egész észak-isztriai régiót, amely nagyobb részben ma Horvátországhoz, kisebb részben Szlovéniához tartozik Ćićarijának hívják (olaszul Cicceria). Isztroromán településnevek Floričići (vö. román floare ’virág’), Jerbulišće (vö. román iarbă ’fű’), Katun, Kature (román cătun ’tanya’), Fečori (román feciori ’legények’), Kerbune (román cărbune ’szén’)
Az isztrorománok hagyományos foglalkozása a pásztorkodás volt, de mással is foglalkoztak. Már a 14. századból vannak utalások arra, hogy karavánokat szerveztek és tejtermékeikkel kereskedtek, de más árukat is szállítottak, például ólmot Boszniából Raguzába (ma Dubrovnik), és sót a tengerpartról visszafelé. A raguzaiak kereskedelmében a latinul caseus vlachescus vagy vlachiscus néven, egy 1357-es dokumentumban pedig brença (vö. román brânză ’túró, sajt’) néven megjelenő terméknek olyan keletje volt, hogy fizetőeszközként is használták, árát pedig hatóságilag szabták meg.
A 19. században és a 20. első felében az isztrorománok egyik tipikus foglalkozása a faszén készítése volt, amelyet messzire is szállítottak eladásra. Sextil Pușcariu részletesen írta le, hogyan történt a szénégetés. Ugyanakkor ecettel is kereskedtek. 1896-ban Teodor Burada azt állapította meg, hogy nagy a szegénység az isztrorománoknál. A juhászkodás lehanyatlott, a háztáji állattartás el volt hanyagolva, a mezőgazdaság pedig gyengén termelt. Azelőtt termesztettek ugyan szőlőt, de a filoxéra véget vetett ennek. Azzal is próbáltak javítani a helyzeten, hogy zsályát termesztettek, főleg Šušnjevicában.
A 19. század vége felé Isztria az Osztrák–Magyar Monarchia Osztrák–Illír Tengermellék-nek nevezett közigazgatási régióhoz tartozott, és többféle etnikum lakta, főleg horvátok és olaszok. Ezekkel ellentétben az isztrorománokat nem ismerték el külön nemzetiségként. A korabeli kutatók megállapították, hogy negatív diszkriminációnak voltak kitéve. Gustav Weigand megjegyezte, hogy iskolázásuk nagyon el volt hanyagolva. Úgy a horvátok, mint az olaszok be akarták őket olvasztani, következésképpen falvaikban nem voltak se horvát, se olasz, és annál kevésbé román nyelvű iskolák. Ugyanazt jelezte az erdélyi Vincențiu Nicoară, aki gimnáziumi tanár volt Fiuméban, valamint Czink Lajos geográfus is, aki Nicoară barátjával (akit Nikóra Vincze néven említ) együtt járt Isztriában. Czink azt írja, hogy 47 šušnjevicai lakos kérelmezett saját nyelvű iskolát a tartományi képviselőháztól, eredmény nélkül. Részben ellentmond Weigand állításának az, hogy az olasz képviselők a kérés elfogadásáért szálltak síkra, de kisebbségben voltak a horvátokkal szemben. Tizenhat évvel azután Andrei Glavina is fel akarta hívni a figyelmet ugyanerről. Mindhárman azt is megjegyezték, hogy az isztrorománok templomaiban csak a latin és a horvát nyelv volt használtos, és hogy a papok híveik művelődésének megakadályozására törekedtek.
Az első világháború után Isztria Olaszországhoz került. 1921-ben Glavinának köszönhetően megnyitották az első olyan iskolát, ahol isztrorománul és románul tanítottak, de mivel ő 1925-ben meghalt, az iskola bezárt. Ugyancsak Glavina lett az Učka-hegységtől délre fekvő isztroromán falvakból alakított község polgármestere.
1945-ben Isztria Jugoszlávia része lett. Ekkor a kivándorlás csaknem halálos csapást jelentett az isztroromán közösség számára.

## Népnevek

### Külső népnevek
A „vlachok” (görögül Βλάχοι, latinul Vlachi, szerbül és horvátul Vlahi, majd Vlasi) népnevet az isztrorománokra is használták már a középkorban, de ez megtévesztő lehet, mert különféle jelentése van, attól függően, hogy melyik nép használta vagy használja, és melyik időszakban. A bizánciak a románokra általában használták, de szerb és horvát dokumentumokban mindenféle etnikumú pásztorokat is jelentett az egész délszláv területen. A görögök ezzel a szóval nevezik az arománokat és a meglenorománokat, szerbül és bolgárul pedig a timok-völgyi románokat is így nevezik, akik a mai Románia területéről származnak.
A „morlákok” (görögül Μαυρόβλαχοι, latinul Moroulahi stb., horvátul Morlaci, olaszul Morlacchi) népnév előzőleg a még nem isztrorománokká vált népcsoportra volt használatos, de ez is mindenféle más etnikumú pásztorokra is vonatkozott, és ez a népnév kiveszett a használatból.
Az első olyan népnév, amely csak az isztrorománokat nevezi meg, Ćići, a horvátoktól ered. Megjelenik latin nyelvű dokumentumokban Chichii alakban, olasz nyelvűekben előbb Chichi alakban, majd Cici vagy Cicci-ként, németül pedig Tschizen, Tschitzen, Zitschen, Tschitschen, Ziegen vagy Zische lett belőle. A szó eredete az lenne, hogy az isztrorománok a szerb/horvát čiča szóval szólították egymást, ami „nagybácsit, bácsit” jelent. Ez a népnév pontatlan lett, mivel a Ćićarija régióban élő horvátokra is használják.
Egy másik horvátok által régebben használt népnév a Ćiribiri, amely Ascoli szerint lenéző volt. Ez a Ćiribirci alakra változott. Ellenőrizhetetlen feltételezés szerint a szó eredete az isztroromán cire bire mondat lenne (románul ține bine ’tartsd jól’). A horvátok a Vlasi szóval is nevezik az isztrorománokat.
Kutatói körökben is több népnevet használtak. Covaz Rimgliani o Vlahi d'Istria-nak nevezte őket. Az első a szerb/horvát Rimljani átírása, ami „római”-t jelent. Carlo de Franceschi, Ascoli és Vassilich a Rumeni d'Istria, Ioan Maiorescu a români istrieni, olaszul, illetve románul „isztriai románok”-at jelentő szókapcsolatokat használták, Weigand pedig franciául Valaques d'Istrie „isztriai vlachok”-at írt. Az „isztroromán”-nak megfelelő terminust elsőként Gheorghe Asachi használta, de ennek megfelelője különböző nyelveken csak később lett általános Miklošič révén, aki előzőleg istrischen Rumunen („isztriai románok”) névvel írt róluk, majd az istro-rumunisch szót használta.

### Saját népnevek
Amint azt Ireneo della Croce megírta, a 17. században az isztrorománok magukat rumeri-nek hívták, de ez a név nem fordul elő többé dokumentumokban. Majd csak Andrei Glavina és Leca Morariu használták újra. A 21. században az isztrorománok általában falujuk nevéből képzett melléknevet használnak saját népnévként, a žejaneiek csak azt (žejånci), az Učka-hegységtől délre azt is, és az általános vlåš ’vlachok’ (egyes számban vlåh), amit a délszlávoktól vettek át. Használják még a horvát Rumunji szót is, amikor idegenekkel vannak kapcsolatban, a román kutatók hatására.

## Beolvadási folyamat
Már az isztriai letelepedésükkor elkezdődött az isztrorománok beolvadása a helyi lakosságba, főleg a horvátba. Ennek több oka volt. Elsősorban számuk sokkal kisebb volt, mint a többieké, és településeik zöme szét volt szóródva a többségiekéi között.
Anyanyelvük hiánya az istentiszteleteken ugyancsak hozzájárult használatának a hanyatlásához. Horvát, szlovén vagy olasz papjaik még elő is segítették a beolvadást.
Amikor megkezdődött az iskolázás a falvakban is, az isztroromán írásbeliség hiánya lehetetlenné tette ezt anyanyelvükön. Ráadásul, amikor az isztrorománok román nyelvű iskolázásban akartak részesülni, a horvátok megakadályozták őket ebben, mivel be akarták őket olvasztani. Az iskolák hiánya miatt a 20. század elején az isztrorománok 90%-a analfabéta volt. A helyzet fokozatosan javult, főleg a második világháború után. Az isztrorománoknak több mint 95%-a írástudó lett, de horvát nyelven. Azok, akik felemelkedtek a társadalmi létrán, identitásuk feladásának árán tették. Eképpen nem alakult ki saját elit, amely fenn tudta volna tartani az etnikai öntudatot, és hozzá tudott volna járulni a nyelv megőrzéséhez.
A beolvadás felgyorsult 1950 után, mivel a falvak elszigeteltsége csökkent az utak korszérűsítése nyomán, és a lakosság mozgékonyabb lett az iparosítás miatt. Ezek a jelenségek még egy beolvadási tényezőt idéztek elő, mégpedig a vegyes házasságokat. Mindez a nyelvük társadalmi hasztalanságának az érzetét fokozták az isztrorománok körében.
A beolvadás miatt az isztrorománok száma, mármint azoké, akik beszélik a nyelvet, fokozatosan csökkent, de ezt a számot mindig inkább csak becsülni lehetett, mivel e népcsoport csak ritkán szerepelt nevével a népszámlálások adataiban. Ez a szám hozzávetőlegesen a következőképpen változott:
| Év                  | Szám                                 | Forrás                  |
| ------------------- | ------------------------------------ | ----------------------- |
| 1803 előtt          | 10 000                               | Kandler 1863, 233. o.   |
| 1803                | 5000 (csak az Učka-hegységtől délre) | Nicoară 1890, 5. o.     |
| 1846                | 1555                                 | hivatalos adat          |
| 19. század közepe   | 3000–6000                            | Vassilich 1900, 178. o. |
| 1850 és 1859 között | 2955                                 | hivatalos adat          |
| 1859                | 2200 (csak az Učka-hegységtől délre) | Ascoli 1861, 329. o.    |
| 1869                | 3000 (csak az Učka-hegységtől délre) | Ficker 1869, 90. o.     |
| 1880                | 2631                                 | Czörnig 1885            |
| 1883                | 2300 (csak az Učka-hegységtől délre) | Lechner 1883, 295. o.   |
| 1888                | 2299 (csak az Učka-hegységtől délre) | Nicoară 1890, 8. o.     |
| 1921                | 1644                                 | hivatalos adat          |
| 1962                | 1140                                 | Flora 1962              |
| 1971                | 1250–1500                            | Kovačec 1971, 23. o.    |
| 1983                | 555                                  | Flora 1982/1983, 59. o. |

Az isztrorománok önmeghatározása nem egységes. Egyrészt, mivel még viszonylag nemrég hegység választotta el őket egymástól, a vlåh-ok és a žejaneiek között nincs meg az etnikai és nyelvi közösség érzete. Másrészt a legtöbben horvátoknak, esetleg vlåh-nyelvű, illetve žejanei nyelvű horvátoknak, száz alatti számban románoknak, mások pedig olaszoknak vallják magukat. Egyesek csak románokkal érintkezve mondják magukat románoknak.
2015-ben a falvaikban élők között 150-re becsülték az isztrorománul folyékonyan beszélők számát, akik a szüleiktől tanulták a nyelvet. Lehetnek még kétszer vagy háromszor ennyien városokban, és még néhány százan Horvátországon kívül: Nyugat-Európában, az Egyesült Államokban, Kanadában, Ausztráliában. Antonio Dianich becslése szerint az Egyesült Államokban 400–500 isztroromán él, akik közül 200-an ismerik a nyelvet. Mindezek középkorúak vagy idősek. Az 1950 után születettek gyakorlatilag már nem adták át a nyelvet gyerekeiknek. Az a kevés 30 éves körüli személy, aki tudja, a nagyszüleitől tanulta meg, mint második vagy harmadik nyelvet. Egyébként minden isztrorománul tudó isztroromán legalább kétnyelvű.
Az isztrorománok és nyelvük nem jelennek meg mint olyanok a népszámlálások adataiban, de ott lehetnek a románokra vonatkozókban. 2011-ben egész Horvátország területén 955 román anyanyelvű és 435 román nemzetiségű személyt regisztráltak, de nem tudni, hányan közülük beások, akik anyanyelve a dákoromán. Ugyanakkor Isztria-megyében 49-en vallották magukat románoknak és 6-an vlachoknak, illetve 70-en román, és 6-an vlach anyanyelvűeknek. Ezekhez hozzájöhet még 31 román és 3 vlach a Tengermellék-Hegyvidék megyéből, ahol Žejane van. Ugyanakkor itt 40 román ajkú személyt regisztráltak.
A 21. század első negyedében vannak még isztrorománok lakta falvak Északkelet-Isztriában, egy falu az Učka-hegységtől északra és néhány ettől délre. Nevük több változatban jelenik meg, nyelvtől és kutatótól függően:
| Isztroromán Vrzić (2009) | Isztroromán Kovačec (1998) | Román      | Horvát     | Horvát, olasz átírással | Olasz                | Lakosok száma 2011-ben |
| ------------------------ | -------------------------- | ---------- | ---------- | ----------------------- | -------------------- | ---------------------- |
| Žejân                    | Žei̯ân                      | Jeiăn      | Žejane     | Seiane                  |                      | 131                    |
| Sušnjevicę / Šušnjevicę  | Sușńevițę                  | Sușnievițe | Šušnjevica | Susgnevizza             | Valdarsa             | 70                     |
| Nosolo / Noselo          | Noselo                     | Noselo     | Nova Vas   |                         | Villanova            | 68                     |
| Sukodru                  | Sucodru                    | Sucodru    | Jesenovik  | Iessenovizza            | Santa Maria del Lago | 58                     |
| Letåj                    | Letåi̯                      | Letai      | Letaj      | Lettai                  |                      | 45                     |
| Kostârčån                | Costârčån                  | Costârcean | Kostrčani  | Costerciani             |                      | 30                     |
| Bârdo                    | Bârdo                      | Bârdo      | Brdo       | Berda                   | Collalto             | 13                     |
| Zankovci                 | Zancovți                   | Zancovți   | Zankovci   | Zancovici               |                      | 8                      |

Az isztroromán nyelv helyzetét jól tükrözi jelenléte A világ veszélyeztetett nyelveinek UNESCO atlasza című kiadványban.

## Életmód, népművészet, szokások
Az isztrorománok életmódja nem különbözik a többségi lakosságétól. Az 1950-és években elkezdődött iparosítás következtében ők is a városokban kerestek munkát, odaköltözve vagy ingásokként.
A hagyományos szénégetés nem halt ki teljesen, legalábbis 2008-ban volt még a régióbeli éttermeknek szállító faszén-termelő.
Az isztrorománoknak valamikor gazdag népi kultúrájuk volt: táncok, énekek, mesék, közmondások, mágikus praktikák, születéshez, lakodalomhoz, temetkezéshez, ünnepekhez kötött szokások. Ezek saját nyelvükön zajlottak, és hasonlóságokat mutattak a románokéihoz általában. Még eléggé élők voltak, amikor lejegyezték őket az első látogatók és kutatók, akik publikáltak is belőlük, megjegyezve ugyanakkor, hogy kezdenek kihalni. A beolvadás folyamatában ezeket részben horvát nyelven gyakorolták, majd a társadalom modernizációjának folyamatában majdnem teljesen kihaltak.
Megvan még Žejanéban húshagyókedden a zvončar-ok (kolomposok) szokása, amely nem csak isztroromán, de vannak némi jellegzetességei a Horvátország más régióiban létező hasonló szokásokhoz képest. A kereszténység felvétele előtti, a tél rossz szellemeinek elűzésére tartott szertartásokból ered, akárcsak a busójárás. A zvoncsárok folklóregyüttesként működnek, amely tovább viszi a szokást a faluban, bemutatja a rijekai karneválon és más országokban is.
Vallásukat tekintve az isztrorománok római katolikusok, de valamikor ortodoxok lehettek, mert Ascoli azt állítja, hogy a jesenoviki templom ortodox volt mielőtt katolikussá vált.

## Az isztrorománok nyelve
A nyelvészek többsége szerint az isztrorománok a román nyelv egyik dialektusát beszélik, a többi a dákoromán, az aromán és a meglenoromán lévén. Radu Flora szerint az isztroromán csupán a dákorománhoz tartozó nyelvjáráscsoport, egyes nyelvészek (Petar Skok, Alexandru Graur , Ion Coteanu) szerint pedig külön keleti újlatin nyelv. Antonio Dianichnak is ez a véleménye.
A történelmi körülmények miatt az isztrorománok fokozatos beolvadása során az isztrorománt egyre nagyobb mértékben befolyásolta a horvát nyelv, olyannyira, hogy Coteanu „vegyes nyelv”-nek tekintette. Sok benne a jövevényszó, beleértve viszonyszókat is, valamint alaktani szinten is van benne horvát befolyás.
Mindegyik falunak megvan a változata, kisebb eltérésekkel az Učka-hegységtől délre fekvőkéi között, és nagyobbakkal ezek és a žejanei között.

## Identitás- és nyelvmentés
Az isztroromán nyelv írásbeliségének kialakítása és sztenderdizálása nem történt meg, ezért kihalásának folyamata felgyorsult. Mentési kísérletek csak az 1990-es években kézdődtek, és 2000 után szaporodtak meg.

### Hivatalos lépések
Horvátország tagja az Európa Tanácsnak, és 1997-ben aláírta, valamint ratifikálta A regionális vagy kisebbségi nyelvek európai kartáját, felsorolva azokat a nyelveket, amelyekre vonatkoztatja. Ezek között nem szerepel sem a román, sem az isztroromán.
A Karta előírásainak betartását szakértői bizottság figyeli, és időközönként jelentéseket tesz róla. 2008. március 12-én jelenik meg az isztroromán nyelv egy ilyen jelentésben, először egy Európa Tanácstól származó hivatalos dokumentumban, amely megemlít egy, a horvát kormányhoz intézett korábbi kérést: „Egyes elemek igazolják egy isztrorománnak nevezett nyelv beszélőinek kis közösségének hagyományos jelenlétét Isztriában. A Szakértői bizottság információkat szeretne kapni erről a nyelvről a következő jelentés alkalmával” (48. bekezdés). A jelentés idézi a horvát kormány válaszát is: „[…] 2007 szeptemberében a Művelődési minisztérium elhatározta, hogy megadja ennek a nyelvnek a nem-anyagi kulturális javaknak járó státuszt. Ennek következtében az isztrorománt beiktatták Horvátország védett kulturális javainak regiszterébe” (a jelentés 2. melléklete, 8. pont).
Valóban, az isztroromán szerepel Horvátország védett nem-anyagi kulturális javak jegyzékében, istro-rumunjski govori („isztroromán nyelvjárások”) néven, amely része a Kulturális javak regiszterének, a Kulturális javak védelmére és megőrzésére vonatkozó törvény alapján.
Elégteleneknek tartva a horvát kormány intézkedéseit, Vlad Cubreacov, az Európa Tanács Parlamenti Közgyűlésének tagja Moldova részéről határozati javaslatot kezdeményezett, amelyet még 33 különböző országokbeli képviselő írt alá, és 2008. április 21-én benyújtotta. Ebben azt kérik, hogy ajánlják Horvátországnak azt, hogy hivatalosan ismerje el az isztroromán kisebbséget, és biztosítsa neki Az emberi jogok európai egyezményében előírt jogok gyakorlását, névleg az isztroromán és a román nyelv használatát az oktatásban, a vallási gyakorlatban és a médiában, valamint azt, hogy támogassa az isztrorománok kulturális egyesületeit. Ugyanakkor a javaslat azt is kéri, hogy ajánlják a romániai hatóságoknak a horvátokkal való közreműködést abban, hogy sürgős intézkedéseket hozzanak az isztrorománok identitásának és nyelvének megőrzése érdekében. Végül a Közgyűlés nem tárgyalta meg a javaslatot.
Helyi szinten a hatósagok tettek egyes lépéseket, például a 2009-ben elfogadott Isztria-megye státuszában az is szerepel, hogy támogatják a helyi dialektusok megőrzését, melyek között az isztrorománét is.
A Karta betartásáról szóló 2011. októberi jelentésben Berényi József szlovákiai képviselő megjegyzi, hogy belefoglalta Vlad Cubreacov határozati javaslatát, és hogy az isztroromán kisebbség esetét olyan példaként mutatja be, amely különös figyelmet kíván. Emlékeztet a 2008. március 12-i jelentésbe foglalt információkra, majd nagyobb figyelmet kér a kihalással fenyegetett isztroromán nyelvnek, és kifejezi a kisebbség hivatalos elismerésének és megóvásának szükségességét, azt ajánlva a Szakértői bizottságnak, hogy vegye figyelembe a következő jelentésében az ebbe a jelentésbe foglalt megjegyzéseket.
Hatósági döntés értelmében 2010 óta a čepići „Ivan Goran Kovačić” általános iskolában foglalkoznak az isztrorománnal, és emiatt az iskolának különleges státusza van, azaz nem kell betartania a tanulók létszámára vonatkozó szabályokat. A 2022–2023-as tanévre az iskola tantervében szakköri tevékenységként évi 70 óra van előírva, havonta kettő, két pedagógussal, az istrorumunjski jezik („isztroromán nyelv”) tanítására és egyéb, az isztroromán hagyományokkal kapcsolatos foglalkozásokra. Ezeket a šušnjevicai iskola épületében tartják, amely a čepići iskolához tartozik.
A román kormány a horváttal való kétoldali viszony keretében foglalkozik az isztrorománok kérdésevel. 2011-ben megbeszélések utáni közös sajtónyilatkozatban az hangzott el, hogy „érintettek egy rendkívülien fontos és Romániát nagyon foglalkoztató témát, mégpedig az isztroromán közösségét”, valamint hogy „Románia nagyon nagyra értékeli és értékelni fogja a horvát hatóságok részéről jövő támogatást arra, hogy megőrizzék ezt a közös kulturális örökséget”.

### Tudományos tevékenységek
2000-ben Pólában megtartották a 3. érintkezésben lévő nyelvekről szóló nemzetközi szimpóziumot, melynek témája „Az isztroromán nyelv tegnap, ma és holnap” volt. Ez volt az első nagyméretű isztroromán témában lezajlott rendezvény. Részt vettek rajta nyelvészek, történészek, néprajzkutatók, kultúrával foglalkozó szakemberek és a médiában tevékenykedők Horvátországból, Romániából és Olaszországból, valamint horvát és román hivatalos személyek, ami felkeltette annak reményét, hogy történni fog valami az isztrorománok identitása és nyelve megmentésének érdekében.
Kutatók újból terepmunkát kezdtek végezni. 2007-ben temesvári egyetemi oktatók csoportja újabb nyelvjárási felméréseket végzett isztrorománok lakta helységekben, majd 2008-ban a nagyszebeni „Astra” múzeumi komplexum néprajzkutatói tevékenykedtek ott.
Ugyanabban az évben az „Astra” simpóziumot szervezett „Isztrorománok: kulturális és történelmi támpontok” címmel. Ez alkalommal bemutatkoztak ott a žejanei zvoncsárok is.

### Civil szervezkedések
Az isztroromán identitás és nyelv megmentésének céljából létrejött néhány egyesület Horvátországban és azon kívül, valamint néhány személyes kezdeményezés is.
A trieszti „Decebal” olasz–román baráti társaság még 1987-ben alakult meg. Megszervezett például 2007-ben egy vándorkiállítást „Isztrorománok, kis kultúra a nagy történelemben” címmel, melyet bemutattak Olaszországban, Ausztriában és Romániában, ez utóbbiban a nagyszebeni szimpózium alkalmával.
Ugyanabban az irányban tevékenykedik a római „Andrei Glavina” isztroromán kulturális egyesület, amit 1994-ben alapítottak.
Létezik még az Očuvęj vlåška ši žejånska limba (A vlåh és žejanei nyelv megőrzése) projekt, amelyet 2005-ben Zvjezdana Vrzić a New York Egyetemen dolgozó nyelvész kezdeményezett Amerikába kivándorolt isztrorománok csoportjával együtt. 2007-ben a projekt kiterjedt Horvátországra is az Isztriai Néprajzi Múzeum, majd 2011-ben három isztriai kulturális egyesület bevonásával. Támogatja a horvát Művelődési Minisztérium, két megyei tanács és két községi önkormányzat. 2010 óta honlapja van, amelyen hang- és videófelvételek vannak isztroromán nyelven, Kovačec 1998-as szótárának az online változata, nyelvleckék stb.
Egy másik fontos tényezője az isztroromán identitás megőrzésének Marisa Ciceran honlapja, az Istro-Romanian Community Worldwide (Isztroromán közösség világszerte), amely nagy számban publikál mindenféle anyagot a témában.

### Isztroromán irodalom
A kutatók által az idő folyamán gyűjtött és publikált népi, szóbeli irodalmon kívül, az egyesületeknek és projekteknek köszönhetően létezik egy kis méretű isztroromán írott irodalom is, mely versekből (egyesek megzenésítve), esszékből, visszaemlékezésekből, fordításokból áll. Egyes alkotások az első isztroromán nyelvű folyóiratban, az „Andrei Glavina” egyesület által 1996 és 2002 között megjelentetett Scrisore către fraț Rumer-ben („Levél a rumer testvérekhez”) voltak olvashatók, mások kötetben, megint mások csak az Interneten.

### Közvetlen források
- (románul) Asachi, Gheorghe. Calendarul pentru poporul romănesc pe anul 1847 (A román néphez szóló kalendárium 1847-re). Jászvásár. 24. o. (Hozzáférés: 2017. május 21.)
- (olaszul) Ascoli, Graziadio Isaia. Studj critici (Kritikai tanulmányok). Milánó: Editori del Politecnico; Lipcse: Brockhaus; Trieszt: Muenster. 1861. 326–375. o. (Hozzáférés: 2017. május 21.)
- (németül) Bidermann, Hermann Ignaz, Die Romanen und ihre Verbreitung in Österreich (Az újlatinok és elterjedésük Ausztriában). Graz: Leuschner & Lubensky. 1877. (Hozzáférés: 2023. augusztus 18.)
- (olaszul) Covaz, Antonio. Dei Rimgliani o Vlahi d'Istria (Az isztriai rómaiakról vagy vlachokról). L'Istria. 1. évf. 1–2. sz. 1846. január 3. (Hozzáférés: 2023. augusztus 18.)
- (olaszul) Croce, Ireneo della. Historia antica e moderna, sacra e profana della città di Trieste (Trieszt város antik és modern, szent és profán története). Velence. 1698. (Hozzáférés: 2017. május 21.)
- (olaszul) Curtis, Ervino. La lingua, la storia, la tradizione degli istroromeni (Az isztrorománok nyelve, története, hagyománya). L’istrorumeno, la cultura, la storia – Parliamo per salvarlo (Az isztroromán nyelv, kultúra, történet – Beszéljünk róla, hogy megmentsük). Trieszt: „Decebal” olasz-román baráti társaság / Strasbourg: A regionális vagy kisebbségi nyelvek európai kartája. 1992. november 5. 6–13. o. (Hozzáférés: 2017. május 21.)
- Czink Lajos. Vlasia. Cziribiri völgy Isztriában. Berecz Antal (szerk.). Földrajzi közlemények. 18. kötet. Budapest: Magyar Földrajzi Társaság. 1890. 350–367. o. (Hozzáférés: 2017. május 21.)
- (németül) Dahmen, Wolfgang. Istrorumänisch (Isztroromán nyelv/dialektus). Holtus, G. – Metzeltin, M. – Schmitt, Ch. (szerk.). Lexikon der Romanistischen Linguistik (A romanisztikai nyelvészet lexikonja). 3. kötet. Tübingen: De Gruyter. 1989. 448–460. o. (Hozzáférés: 2017. május 21.)
- (franciául) Densusianu, Ovid. Histoire de la langue roumaine (A román nyelv története). 1. kötet – Les Origines (Eredete). Párizs: Ernest Leroux. 1901. (Hozzáférés: 2017. május 21.)
- (románul) Dianich, Antonio. Mărturia unui istroromân: profesorul Antonio Dianich (Egy isztroromán tanúságtétele: Antonio Dianich professzor), Orizonturi culturale italo-române. 5. évf. 4. sz. 2015. április. ISSN 2240-9645. (Hozzáférés: 2017. május 21.)
- (románul) Drăganu, Nicolae. Românii în veacurile IX-XIV pe baza toponimiei și a onomasticei (Románok a 9.–14. században a helységnevek és személynevek alapján). Bukarest: Academia Română, Studii și cercetări XXI. 1933. (Hozzáférés: 2017. május 21.)
- (németül) Ficker, Adolf. Die Völkerstämme der Österreichisch-Ungarischen Monarchie; ihre Gebiete, Gränzen und Inseln (Az Osztrák–Magyar Monarchia etnikumai; régióik, határaik és szigeteik). Bécs: 1869. (Hozzáférés: 2017. május 21.)
- (németül) Filipi, Goran. Istrorumänisch (Isztroromán nyelv/dialektus). Okuka, Miloš (szerk.). Lexikon der Sprachen des europäischen Ostens (Kelet-Európa nyelveinek lexikonja). Klagenfurt. 2002b. 91–96. o. (Hozzáférés: 2017. május 21.)
- (románul) Frățilă, Vasile. Dialectul istroromân. Privire generală (Az isztroromán dialektus. Általános áttekintés). Berciu-Drăghicescu, Adina (szerk.). Aromâni, meglenoromâni, istroromâni: aspecte identitare și culturale (Arománok, meglenorománok, isztrorománok: identitási és kulturális kérdések). Bukarest: Editura Universității din București. Colecția IEH. 2012. 633–694. o. ISBN 978-606-16-0148-6. (Hozzáférés: 2017. május 21.)
- (románul) Glavina, Andrei. Rumerii și școala națională croată (A rumer-ek és a horvát nemzeti iskola). Unirea. 17. évf. 20. sz. 1906. május 12. Balázsfalva. 152–153. o. (Hozzáférés: 2018. szeptember 7.)
- (olaszul) Kandler, Pietro Paolo. Al molto reverendo Signore Don Matteo Musina, paroco di Vragna (Nagytiszteletű Don Matteo Musina, vragnai parókushoz), L'Istria, 1. év. 3. sz. 1846. január 10. 12. o. (Hozzáférés: 2017. május 21.)
- (olaszul) Kandler, Pietro Paolo. Li Cici. Cameroni, F. (szerk.). Storia cronografica di Trieste dalla sua origine sino all'anno 1695 del canonico D. Vincenzo Scussa Triestino cogli Annali dal 1695 al 1848 (D. Vincenzo Scussa Triestino kanonok Trieszt kronografikus története eredetétől 1695-ig és Évkönyvek 1695-től 1848-ig). Trieszt: C. Coen. 1863. 231–236. o. (Hozzáférés: 2017. május 21.)
- (olaszul) Kandler, Pietro Paolo. Lo rimboscamento (Az újraerdősítés). Raccolta delle leggi, ordinanze e regolamenti speciali per Trieste (Triesztre vonatkozó törvények, rendeletek és különleges szabályzatok gyűjteménye). Trieszt: Tipografia del Lloyd Austriaco. 1861. (Hozzáférés: 2017. május 21.)
- (szlovénül) Kos, Franc. Gradivo za zgodovino Slovencev v srednjem veku (A szlovénok középkori történetére vonatkozó anyagok). 4. kötet. Ljubljana: Leonova družba. 1915. (Hozzáférés: 2023. augusztus 18.)
- (németül) Lechner, Karl. Die Rumunen in Istrien (A románok Isztriában). Behm, E. (szerk.). Dr. A. Petermann's Mitteilungen aus Justus Perthes' geographischer Anstalt (Dr. A. Petermann előadási Justus Perthes földrajzi intézetében). 29. kötet. Gotha (Németország): Justus Perthes. 1883. 294–299. o. (Hozzáférés: 2017. május 21.)
- (románul) Lozovanu, Dorin. Caracterizarea geografică, istorică și culturală a minorității istroromâne din Croația (A horvátországi isztroromán kisebbség földrajzi, történelmi és kulturális jellemzése). Berciu-Drăghicescu, Adina (szerk.). Aromâni, meglenoromâni, istroromâni: aspecte identitare și culturale. Bukarest: Editura Universității din București. Colecția IEH. 2012. 756–788. o. ISBN 978-606-16-0148-6. (Hozzáférés: 2017. május 21.)
- (románul) Maiorescu, Ioan. Itinerarul în Istria (Isztriai utazás). Convorbiri literare. 6. évf. 3. sz. 1872. 117–126. o.; 4. sz. 139–151. o.; 5. sz. 183–191. o. (Hozzáférés: 2017. május 21.)
- (románul) Miclăuș, Lucian. Evoluția istroromânilor din perspectivă demografică (A isztrorománok változásai demográfiai szempontból). Transilvania. 4. sz. Nagyszeben. 2009. 34–38. o. (Hozzáférés: 2017. május 21.)
- (románul) Miclăuș, Lucian. Teorii cu privire la originea istroromânilor Archiválva 2017. március 26-i dátummal a Wayback Machine-ben (Elméletek az isztrorománok eredetéről). Analele Universității de Vest din Timișoara. XLIV. 2006. 151–160. o. (Hozzáférés: 2017. május 21.)
- (németül) Miklošič, Franc. Die istrischen Rumunen (Az isztriai románok). Függelék. Die slavischen Elemente in Rumunischen (Szláv elemek a román nyelvben). Bécs. K. Gerold's Sohn. 1861. 55–69. o. (Hozzáférés: 2017. május 21.)
- (angolul) Moseley, Christopher (szerk.). Atlas of the World’s Languages in Danger (A világ veszélyeztetett nyelveinek UNESCO atlasza). 3. kiadás. UNESCO Publishing. 2010. ISBN 978-92-3-104096-2 (Hozzáférés: 2023. augusztus 18.)
- (románul) Nicoară, Vincențiu. Românii istrieni (Az isztriai románok). Transilvania. 21. évf. 1. sz. 1890. 3–9. o. (Hozzáférés: 2017. május 21.)
- (románul) Papahagi, Tache. Cercetări în Munții Apuseni (Kutatások az Erdélyi-középhegységben). Kivonat a Bölcsészeti és népművészeti intézet Grai și suflet folyóiratából. Bukarest. 1925. (Hozzáférés: 2017. május 21.)
- (románul) Potoroacă, Elena Ramona. Tradiții istroromâne – trecut și prezent. Analiză comparativă (Isztroromán hagyományok – múlt és jelen. Összehasonlító elemzés). Transilvania. 4. sz. Nagyszeben. 2009. 79–90. o. (Hozzáférés: 2017. május 21.)
- (románul) Rațiu, Emil Petru. Localități și castele din Valea Arsei și coincidențe istorice (Helységek és kastélyok az Raša völgyében és történelmi egybeesések). Transilvania. 4. sz. Nagyszeben. 2009. 39–41. o. (Hozzáférés: 2017. május 21.)
- (románul) Sala, Marius (szerk.). Enciclopedia limbilor romanice (Az újlatin nyelvek enciklopédiája). Bukarest: Editura Științifică și Enciclopedică. 1989 ISBN 973-29-0043-1
- (románul) Sârbu, Richard. Istroromânii sau vlahii istrieni. Trecut, prezent și viitor (Az isztrorománok avagy az isztriai vlachok. Múlt, jelen és jövő). Aromâni, meglenoromâni, istroromâni: aspecte identitare și culturale. Bukarest: Editura Universității din București. Colecția IEH. 2012. 695–710. o. ISBN 978-606-16-0148-6. (Hozzáférés: 2017. május 21.)
- (olaszul) Stradner, Giuseppe. Novi schizzi dall'Istria (Újabb isztriai vázlatok). Trieszt: F. H. Schimpff. 1903. (Hozzáférés: 2017. május 21.)
- (olaszul) Tomasini, Giacomo Filippo. De' Commentarj storici-geografici della provincia dell'Istria, libri otto, con appendice (Történelmi és földrajzi kommentárok Isztriáról). Archeografo triestino. 1. sorozat. 4. kötet. Trieszt: G. Marenigh. 1837. 1–554. o. (Hozzáférés: 2017. május 21.)
- (olaszul) Vassilich, Giuseppe. Sui rumeni dell'Istria. Riassunto storico-bibliografico (Az isztriai románokról. Történelmi és bibliográfiai összefoglaló). Archeografo triestino. Új sorozat. 23. kötet. Trieszt. 1900. 157–237. o. (Hozzáférés: 2017. május 21.)
- (olaszul) Vassilich, Giuseppe. Sull'origine dei Cici (A cici-k eredetéről). Archeografo triestino. 3. sorozat. 2. kötet. 2. füzet. Trieszt. 1905 (Hozzáférés: 2023. augusztus 18.)
- (franciául) Weigand, Gustav. Nouvelles recherches sur le roumain de l'Istrie (Újabb kutatások az isztriai román nyelvről). Meyer, Paul – Paris, Gaston (szerk.). Romania. Recueil trimestriel consacré à l'étude des langes et des littératures romanes (Romania. Az újlatin nyelvek és irodalmak tanulmányozásának szentelt háromhavi gyűjtemény). Párizs: Émile Bouillon. 1892. 240–256. o. (Hozzáférés: 2017. május 21.)
- (románul) Zbuchea, Gheorghe. O istorie a românilor din Peninsula Balcanică (secolele XVIII-XX) Archiválva 2018. szeptember 7-i dátummal a Wayback Machine-ben [A Balkán-félszigeti románok története (18.–20. század)]. Bukarest: Biblioteca Bucureștilor. 1999. (Hozzáférés: 2017. május 21.)

### Közvetett források
- (románul) Burada, Teodor. O călătorie prin satele românești din Istria (Utazás az isztriai román falvakban). Jászvásár: Tipografia Națională. 1896
- (románul) Cantemir, Traian. Motivele dispariției poeziei populare la istroromâni (Az isztroromán népköltészet kihalásának okai). Făt-Frumos. 10. évf. 1935
- (románul) Cantemir, Traian. Noi date istorice referitoare la istroromâni (Újabb történeti adatok az isztrorománokról). Limbă și literatură. 19. kötet. 1968. 91-110. o.
- (románul) Capidan, Theodor. Românismul balcanic (Balkáni románság). Revista filologică I. Csernovic. 1927. 1–2. sz. 155–165. o.
- (olaszul) Corbanese, Guerrino Guglielmo. Il Friuli, Trieste e l'Istria: grande atlante storico-cronologico comparato (Friuli, Trieszt és Isztria: összehasonlító történelmi-kronológiai nagyatlasz). 1. kötet. Del Bianco. 1983. 316–325. o.
- (románul) Coteanu, Ion. Elemente de dialectologie a limbii române (Dialektológiai elemek a román nyelvről). Bukarest: Editura Științifică. 1961
- (németül) Czörnig, Karl von. Die ethnologischen Verhältnisse des Österreichischen Küstenlandes nach dem richtiggestellten Ergebnisse der Volkszählung vom 31. Dezember 1880 (Az Osztrák–Illír Tengermellék nézprajzi helyzete az 1880. december 1-i népszámlálás kijavított eredményeinek megvilágításában). Trieszt: Schimpff. 1885
- (románul) Dragomir, Silviu. Originea coloniilor române din Istria (Az isztriai román települések eredete). Cultura națională. Román Akadémia sorozat. A történelmi osztály emlékiratai. 3. sorozat. 2. kötet. 4. emlékirat. 1924
- (horvátul) Filipi, Goran. Istrorumunjski lingvistički atlas / Atlasul Lingvistic Istroromân / Atlante Linguistico Istrorumeno (Isztroromán nyelvészeti atlasz). Póla: Znanstvena udruga Mediteran. 2002a
- (románul) Flora, Radu. Despre stadiul actual al istroromânei. Contribuția geografiei lingvistice la chestiunea stabilirii poziției graiurilor istroromâne față de dacoromână (Az isztroromán nyelv jelenlegi állapotáról. A nyelvészeti földrajz hozzájárulása az isztroromán nyelvjárások a dákorománhoz való viszonyulásához). Fonetică și Dialectologie. 4. sz. 1962. 135–170. o.
- (románul) Flora, Radu. Pentru un atlas lingvistic al istroromânei (Egy isztroromán nyelvészeti atlasz szükségességéről). Analele Știintifice ale Universității Al. I. Cuza din Iași. 28–29. kötet. 1982–1983. 49–61. o.
- (olaszul) Franceschi, Carlo de. Sulle varie popolazioni dell'Istria (Isztria különféle lakosságairól). L'Istria. 7. évf. 50. sz. 1852
- (románul) Kovačec, August. Descrierea istroromânei actuale (A mai isztroromán dialektus/nyelv leírása). Bukarest: Editura Academiei R. S. România. 1971
- (románul) Petrovici, Emil. Problema limitei sud-vestice a teritoriului de formare a limbii româneşti (A román nyelv kialakulási térségének a délnyugati határa). Limba română. IX. 1960. 1. sz. 79–83. o.
- (románul) Philippide, Alexandru. Originea romînilor (A románok eredete). 2. kötet. Ce spun limbile romînă și albaneză (Mit mond a román és az albán nyelv). Jászvásár: Viața Romînească. 1927
- (románul) Popovici, Iosif. Dialectele române (Rumaenische Dialekte), IX. Dialectele române din Istria, I. (Referințele sociale și gramatica) [Román dialektusok, IX. Isztriai román dialektusok. I. (Társadalmi vonatkozások és nyelvtan), Halle a. d. S.. A szerző kiadása. 1914; II. (Texte și glosar) (Szövegek és szószedet). Halle a. d. S. A szerző kiadása. 1909
- (románul) Pușcariu, Sextil. Studii istroromâne. În colaborare cu M. Bartoli, A. Belulovici și A. Byhan, (Tanulmányok az isztrorománról. M. Bartoli, A. Belulovici és A. Byhan közreműködésével. I. Szövegek). Analele Academiei Române. 2. sorozat. 28. kötet. 1905–1906. Az irodalmi osztály emlékiratai. Bukarest: Cultura națională. 1906. 117–182. o.;

II. Introducere – Gramatică – Caracterizarea dialectului istroromân (Bevezető – Nyelvtan – Az isztroromán dialektus jellemzése). Bukarest: Cultura națională. 1926;
III. Bibliografie critică – Listele lui Bartoli – Texte inedite – Note – Glosare (Kritikai bibliográfia – Bartoli jegyzékei – Kiadatlan szövegek – Jegyzetek – Szószedetek). Bukarest: Cultura națională. 1929
- (horvátul) Rački, Franjo. Nutarnje stanje Hrvatske prije XII. stoljeća (Horvátország belső helyzete a 12. század előtt). Rad Jugoslavenske akademije znanosti i umjetnosti. II. 1881. 102–149. o.
- (románul) Rosetti, Alexandru. Asupra repartizării dialectale a istroromânei (Az isztroromán nyelv nyelvjárási eloszlásáról). Grai și Suflet. V. 1. sz. 1931–1932. 1–9. o.
- (románul) Saramandu, Nicolae. Originea dialectelor românești (pe baza surselor istorice), Bukarest: Editura Academiei Române. 2005
- (románul) Scărlătoiu, Elena. Istroromânii și istroromâna. Relații lingvistice cu slavii de sud: cuvinte de origine veche slavă (Az isztrorománok és az isztroromán nyelv/dialektus. Nyelvi viszonyok a délszlávokkal: régi szláv eredetű szavak). Bukarest: Staff, 1998
- (olaszul) Skok, Petar. Studi toponomastici sull'isola di Veglia (Helységnévi kutatások a Krk-szigeten). Archivio glottologico Italiano. 29. kötet. 1938. 113–119. o.
- (románul) Vasiliu, Emanuel. Fonologia istorică a dialectelor dacoromâne (A dákoromán nyelvjárások történeti fonológiája). Bukarest: Editura Academiei, 1968

## Egyéb külső hivatkozások
- (olaszul) DECEBAL – Associazione di amicizia Italo-Romena DECEBAL – Associazione di amicizia Italo-Romena (Olasz–román baráti társaság). (Hozzáférés: 2023. augusztus 18.)
- (több nyelven) Istro-Romanian Community Worldwide (Isztroromán közösség világszerte). (Hozzáférés: 2017. május 21.)
- (több nyelven) IstroRomanians in Croatia (Isztrorománok Horvátországban). (Hozzáférés: 2017. május 21.)
- (horvátul) Osnovna škola "Ivan Goran Kovačić" Čepić Archiválva 2015. május 24-i dátummal a Wayback Machine-ben („Ivan Goran Kovačić" általános iskola, Čepić). (Hozzáférés: 2023. augusztus 18.)